# Nvidia-GeForce-10-Serie

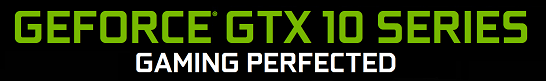
Logo der Nvidia-GeForce-10-Serie

Die GeForce-10-Serie ist eine Serie von Grafikchips des Unternehmens Nvidia und Nachfolger der GeForce-900-Serie. Alle Grafikprozessoren dieser Serie basieren auf der Pascal-Architektur und unterstützen das Shadermodell 5.0 (SM 5.0) nach DirectX 12.1. Ab der Pascal-Architektur und ab dem Windows 10 Mai 2020 Update kann HAGS (Hardware Accelerated GPU Scheduling) aktiviert werden, sofern ein WDDM-2.7 (oder höher) -fähiger Grafiktreiber (ab Version 450) installiert ist. Die GeForce-10-Serie wurde im gehobenen Mid-range- bis High-End-Bereich von der GeForce-20-Serie abgelöst, die erstmals im Endverbraucherbereich Hardware-beschleunigtes Echtzeit-Raytracing unterstützt, sowie im Entry-level- bis unteren Mid-range-Bereich von der GeForce-16-Serie.

## Beschreibung

### GeForce GTX 1080 Ti, Titan X und Titan Xp

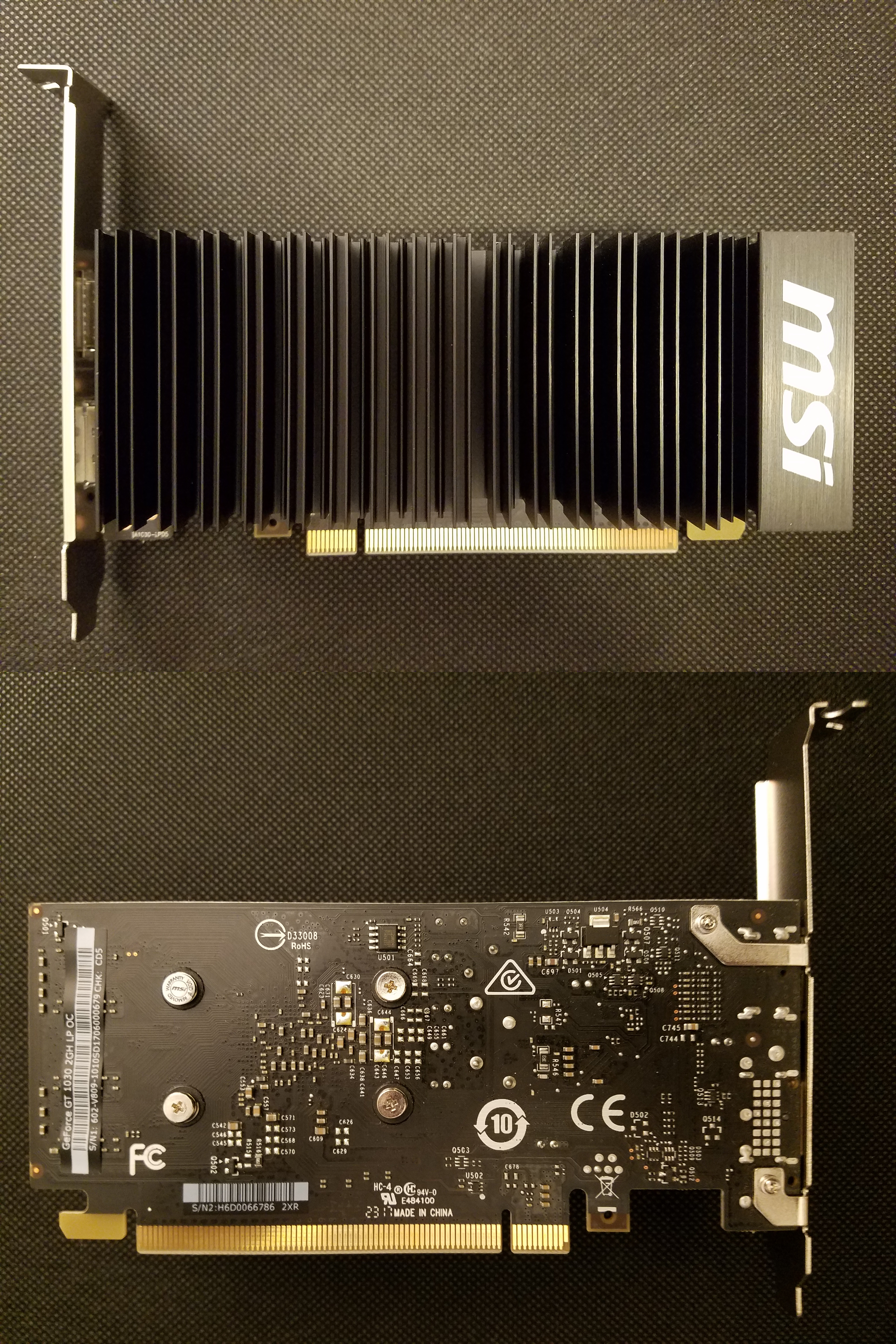
MSI GeForce GT 1030 mit passiver Kühlung

Am 2. August 2016 stellte Nvidia mit der Titan X den Nachfolger der GeForce GTX Titan X vor. Da sich beide Karten von der Namensgebung her sehr ähnlich sind (sie unterscheiden sich nur durch das Weglassen des „GeForce GTX“-Präfixes, das kurioserweise auf der Karte selbst weiterhin vorhanden ist), sorgte dies für entsprechende Verwirrungen. Während die Titan X der vorherigen Generation noch die GM200-GPU verwendete, nutzt die neue Version den GP102-400-A1-Grafikprozessor.
Die GP102-GPU stellt den Grafikprozessor der Pascal-Generation für den Enthusiasten-Sektor dar. Er ist 471 mm² groß, besteht aus rund 11,8 Mrd. Transistoren und wird bei TSMC im 16-nm-FinFET-Fertigungsprozess hergestellt. Aus technischer Sicht handelt es sich beim GP102 mit 96 Raster-, 3840 Shader- und 240 Textureinheiten um eine 50 % vergrößerte Variante des GP104. In früheren Generationen verwendete Nvidia einen Grafikprozessor für den High-End-/Enthusiasten-Sektor und den Profi-Markt, weshalb GPUs wie der GK110 zahlreiche HPC-Funktionen aufweist, die für 3D-Anwendungen überflüssig sind. Bereits in der letzten Generation legte Nvidia mit dem GM200 einen reinen Gamerchip für den Enthusiasten-Markt auf, bedingt durch die produktionstechnischen Limitierungen der älteren 28-nm-Fertigungstechnik. Bei der Pascal-Generation fiel mit der neuen 16-nm-Fertigung diese Limitierungen wieder weg, allerdings blieb Nvidia dennoch dabei, zwei unterschiedliche Grafikprozessoren für den Profi- und den Enthusiasten-Markt zu entwickeln (den GP100 und den GP102). Obwohl beide Prozessoren dieselbe Anzahl an Shader-, Textur- und Rastereinheiten aufweisen, unterschieden sie sich massiv. So verwendet der GP100 einen anderen Clusteraufbau, der sich von allen anderen GPUs der Pascal-Generation unterscheidet, verfügt über zahlreiche HPC-Funktionen und hat ein HBM2-Speicherinterface.
Bei der Titan X sind auf dem GP102-400-A1 zwei Cluster deaktiviert, womit noch 3584 Shader- und 224 Textureinheiten zur Verfügung stehen (der Vollausbau ist zunächst nur auf der Quadro P6000 vorhanden). Des Weiteren besitzt die Titan X einen 12 GB großen GDDR5X-Videospeicher, der über ein 384-Bit-Speicherinterface angeschlossen ist. Damit erreicht die Titan X gegenüber der GeForce GTX 1080 eine rund 25 Prozent höhere Performance unter Full-HD, die unter 4K auf etwa 31 % ansteigt. Entsprechend früheren Titan-Modellen nahm die Titan X somit erneut die Position als schnellste Single-GPU-Grafikkarte am Markt ein, begünstigt durch das Fehlen von AMD-Konkurrenzprodukten. Für Kritik sorgte der Umstand, dass Nvidia die Titan X nicht über Boardpartner vertrieb, sondern nur über den eigenen Onlineshop für einen Listenpreis von 1299 €. Nachdem die Titan X durch die GeForce GTX 1080 Ti obsolet geworden war, ersetzte Nvidia diese durch die Titan Xp. Diese verwendet die GP102-450-A1 im Vollausbau und mit leicht erhöhten Taktraten.
Am 9. März 2017 stellte Nvidia die GeForce GTX 1080 Ti vor. Diese verwendet den GP102-350-K1-A1-Grafikprozessor, der mit zwei deaktivierten Shader-Clustern (SMX) daher kommt. Somit verfügt die GTX 1080 Ti über 3584 Shader- und 224 Textureinheiten, genau wie die Titan X zuvor. Im Gegensatz zu dieser wurde auch der Videospeicher beschnitten: Die GeForce GTX 1080 Ti besitzt noch 11 GB GDDR5X-VRAM an einem 352-Bit-Speicherinterface. In Kombination mit leicht höheren Taktraten erreicht die GeForce GTX 1080 Ti trotz des kleineren Videospeichers eine etwas bessere Performance gegenüber der Titan X. Nvidia setzte den Listenpreis für die GeForce GTX 1080 Ti auf 699 US-Dollar fest und verzichtete auf einen Preisaufschlag für die Founders-Edition. Sie ist damit die günstigste Grafikkarte mit dem GP102-Grafikprozessor und zugleich die einzige, bei der Nvidia Eigendesigns der Boardpartner erlaubte.

### GeForce GTX 1070, 1070 Ti und 1080
Nvidia stellte die erste Grafikkarte der GeForce-10-Serie, die GeForce GTX 1080, am 6. Mai 2016 vor und kündigte den Verkaufsstart für den 27. Mai an. Die GeForce GTX 1070 folgte am 10. Juni 2016. Beide Karten verwenden den GP104-Grafikprozessor. Eine Besonderheit der Karten lag darin, dass Nvidia diese in einer sogenannten Founders-Edition anbot. Allerdings handelte es sich dabei nur um das Referenzdesign, das Nvidia nun unter anderem Namen mit verlängerter Supportdauer und erhöhtem Listenpreis anbot und über den eigenen Online-Shop vertrieb. Gerade letzter Umstand – der gegenüber Designs der Boardpartner erhöhte Listenpreis (379 zu 449 US-Dollar bei der GeForce GTX 1070) – sorgte für erhebliche Verwirrung und Kritik in der Fachpresse. Die Kritik an der Founders-Edition wurde auch durch die – gegenüber den Designs der Boardpartner – erhöhte Geräuschentwicklung verursacht: Auf der GeForce GTX 1080 erreicht diese, trotz Vapor-Chamber-Kühlung, unter Volllast bis zu 4,2 Sone.
Die GP104-GPU stellt den Grafikprozessor der Pascal-Generation für den Highend-Sektor dar. Er ist 314 mm² groß, besteht aus 7,2 Mrd. Transistoren und wird bei TSMC im 16-nm-FinFET-Fertigungsprozess hergestellt. Er verfügt über 2560 Shader- und 160 Textureinheiten, die in 20 Clustern organisiert sind. Des Weiteren verfügt der GP104 über 4 Raster-Engines, 64 Rastereinheiten auf 8 Partitionen sowie einen 2048-kB-L2-Cache. Gegenüber dem direkten Vorgänger, dem GM204, unterstützt der GP104 nun auch HDMI 2.0b (inklusive HDCP 2.2), sowie DisplayPort 1.4 (obwohl dieser zum Releasezeitpunkt noch nicht final zertifiziert war).
Die GeForce GTX 1080 wurde von Nvidia am 27. Mai 2016 veröffentlicht, wobei der GP104-400-A1 im Vollausbau verwendet wird und über einen 8-GB-GDDR5X-Videospeicher verfügt. Unter Ultra-HD weist die Karte gegenüber ihrem Vorgänger, der GeForce GTX 980, eine 64 % bis 73 %, der GeForce GTX 980 Ti eine 30 % bis 37 % und der AMD Radeon R9 Fury X eine 26 % bis 33 % höhere Performance auf. Damit etablierte sich die GeForce GTX 1080 kurzzeitig als schnellste Single-GPU-Karte am Markt, bis Nvidia die Titan X vorstellte. Die hohe Performance in Kombination mit der erneut verbesserten Energieeffizienz führte zu entsprechend positiven Bewertungen in der Fachpresse. Dem stand allerdings erneut ein gestiegener Listenpreis von 599 bzw. 699 US-Dollar bei der Founders-Edition gegenüber (bei der GeForce GTX 980 lag der Listenpreis noch bei 549 US-Dollar), begünstigt durch die fehlenden Konkurrenzangebote von AMD. Erst mit der Markteinführung der GeForce GTX 1080 Ti senkte Nvidia den Listenpreis offiziell auf 499 US-Dollar ab. Am 28. Februar 2017 führte Nvidia die GP104-410-A1-GPU auf der GeForce GTX 1080 ein, womit der GDDR5X-Videospeicher bis 11 Gbps unterstützt wird.
Die GeForce GTX 1070 folgte der GTX 1080 am 10. Juni 2016 auf den Markt. Der verwendete GP104-200-A1-Grafikprozessor ist allerdings teilweise stark beschnitten: so sind 5 der 20 Shadercluster deaktiviert, d. h. eine komplette GPC-Einheit steht nicht zur Verfügung. Im Gegensatz zum direkten Vorgänger, der GeForce GTX 970, verzichtete Nvidia auf eine Beschneidung des Videospeichers, allerdings kommt statt des GDDR5X der konventionelle GDDR5-Speicher zum Einsatz. In dieser Konfiguration erreichte die GeForce GTX 1070 82 bis 86 % der Performance der GTX 1080. Gegenüber den Topmodellen der Vorgängergeneration, der GeForce GTX 980 Ti und der Radeon R9 Fury X, erreicht sie unter Ultra-HD einen Performancegewinn von 3 bis 9 %. Wie auch bei der GeForce GTX 1080 erhöhte Nvidia bei der GTX 1070 ebenfalls den Listenpreis um 50 US-Dollar gegenüber dem direkten Vorgänger (von 329 auf 379 US-Dollar), für die ebenfalls kein Gegenstück von AMD aufgelegt wurde.
Die GeForce GTX 1070 Ti, veröffentlicht am 26. Oktober 2017, versucht den Spagat, das leistungsstärkere Schwestermodell GTX 1080 nicht zu kannibalisieren und sich gleichzeitig AMDs Radeon RX Vega 56 entgegenzustellen. Aus Rücksicht auf die GTX 1080 hatte Nvidia den Produktionspartnern Restriktionen hinsichtlich werkseitiger Übertaktung oder Erhöhung des Powerlimits auferlegt. Das hatte zur Folge, dass allen vertriebenen Ti-Karten im BIOS ein Basistakt von 1.607 MHz zu Eigen ist, die Modelle der Nvidia-Partner jedoch mittels Tuning-Tools und effizienterem Kühldesign die Leistung von Nvidias Referenzkarte übertreffen können.

### GeForce GTX 1060
Die GP106-GPU stellt den Grafikprozessor der Pascal-Generation für den Mittelklasse-Sektor dar. Er ist 200 mm² groß, besteht aus 4,4 Mrd. Transistoren und wird ebenfalls bei TSMC im 16-nm-FinFET-Fertigungsprozess hergestellt. Technisch gesehen handelt es sich beim GP106 um eine glatte Halbierung des GP104: Er verfügt über 1280 Shader- und 80 Textureinheiten die in 10 Clustern organisiert sind. Des Weiteren verfügt der GP106 über 2 Raster-Engines, 48 Rastereinheiten auf 6 Partitionen, sowie einen 2048 kB großen L2-Cache. Im Gegensatz zu den Grafikprozessoren früherer Generationen aus dem Performancesektor unterstützt der GP106 kein SLI mehr.
Am 19. Juli 2016 stellte Nvidia die GeForce GTX 1060 vor, die den GP106-400-A1 im Vollausbau nutzt und über 6 GB VRAM besitzt. Im Gegensatz zu den anderen zuvor vorgestellten Grafikkarten der Serie stand mit der Radeon RX 480 ein direkter Konkurrent von AMD entgegen. Gegenüber diesem konnte die GeForce GTX 1060 unter Full-HD eine rund 6 % höhere Performance aufweisen, im Vergleich zum direkten Vorgänger, der GeForce GTX 960 (4 GB), eine rund 75 % höhere Leistung. Da der Performanceunterschied in etwa der Preisdifferenz entsprach (269 zu 279 €), wurden beide Karten entsprechend positiv in der Fachpresse für ihr Preis-Leistungs-Verhältnis bewertet. Ein im Vorfeld angenommener Nachteil der GeForce GTX 1060 gegenüber der Radeon RX 480 war der kleinere Videospeicher (6 zu 8 GB). In den Praxistests konnte – bedingt durch das bessere Speichermanagement und der verbesserten Farbkompression – aber kein Nachteil festgestellt werden. Dementgegen konnte die Radeon RX 480 eine höhere Performance unter DirectX 12 und Vulkan aufweisen, wodurch diese eine potentiell höhere Zukunftssicherheit hat. In die Kritik geriet Nvidia, als diese Anfang August eine 3-GB-Variante der GeForce GTX 1060 auf den Markt brachte. Bei dieser konnte teilweise eine deutliche Speicherlimitierung festgestellt werden. Ebenfalls negativ auf die Performance wirkte sich der Umstand aus, dass der GP106-300-A1 hier nicht im Vollausbau genutzt wird, sondern ein Shadercluster deaktiviert ist, was für den Kunden nicht unmittelbar erkennbar ist; beide Modelle lassen sich ausschließlich an der Speichergröße unterscheiden. Analog zur GeForce GTX 1080 führte Nvidia am 28. Februar 2017 die GP106-410-A1-GPU auf der GeForce GTX 1060 ein, womit der GDDR5-Videospeicher bis 9 Gbps unterstützt wird. Nur für den asiatischen Markt stellte Nvidia Ende Dezember 2017 noch eine 5-GB-Variante der GeForce GTX 1060 vor. Diese nutzt den GP106-350-K3-A1 im Vollausbau, allerdings mit einem auf 160 Bit reduziertem Speicherinterface.

### GeForce GTX 1050 und 1050 Ti
Am 25. Oktober 2016 stellte Nvidia die Grafikkarten GeForce GTX 1050 und GeForce GTX 1050 Ti vor, die den GP107-Grafikprozessor verwenden und sich in der Ausstattung von den zuvor veröffentlichten Pascal-Grafikkarten der Nvidia-GeForce-10-Serie für den Performance- und High-End-Markt deutlich absetzen. Nvidia zielt damit auf die Preissegmente unter 200 Euro, entsprechend wird die GeForce GTX 1050 für 125 Euro auf den Markt kommen. Ein Referenzmodell wie die Founders-Edition der GeForce GTX 1080 und GeForce GTX 1070 wird es für die GeForce GTX 1050 nicht geben. Mit der GeForce GTX 1050 und der leistungsfähigeren Variante GTX 1050 Ti positioniert sich Nvidia leistungstechnisch zwischen AMDs Radeon RX 470 und Radeon RX 460. Gegenüber den Spitzenmodellen der GeForce-10-Serie muss die GTX 1050 mit dem GP107 deutliche Leistungseinschnitte bei Spieleanwendungen hinnehmen: Auf der kleineren Die-Grundfläche von 132 mm² (vgl. GP104/GTX 1080: 314 mm²) weist der GP107 signifikant weniger Raster-, Shader- und Textureinheiten auf. Die Speichergröße wurde bei der GTX 1050 auf 2 GB GDDR5 reduziert, während die GTX 1050 Ti mit 4 GB GDDR5 sogar üppiger ausgestattet ist als die 3-GB-Variante der GeForce GTX 1060. Die Leistung erzielte selbst im übertakteten Zustand nur bei reduzierten Detailstufen in den Spielen befriedigende Ergebnisse. Leistungstests beschränkten sich auf die verbreitete Full-HD-Auflösung mit 1920 × 1080 Pixeln. Die geringere Grafikleistung bewirkt dafür einen geringeren Stromverbrauch sowie einen niedrigeren Geräuschpegel als bei Nvidias Spitzenmodellen.

### GeForce GT 1030
Am 17. Mai 2017 wurde das Einsteigermodell GeForce GT 1030 vorgestellt. Dieses nutzt den GP108-Grafikprozessor, der im 14-nm-LPP-Verfahren bei Samsung gefertigt wird. Von der GT 1030 gibt es kein Referenzdesign, es werden lediglich Custom-Modelle verschiedenster Hersteller verkauft. Nvidia positioniert diese Grafikkarte im Preissegment unter 80 Euro. Mit nur 384 Shadern und einem 2 GB großen GDDR5-Speicher ist die Grafikleistung stark eingeschränkt. Von Nvidias Partnern werden auch GT-1030-Karten mit DDR4-Speicher vertrieben, die zwar deutlich langsamer, dafür jedoch auch stromsparender sind. Die GT 1030 unterstützt weder SLI oder G-Sync noch verfügt sie über spezielle VR-Techniken wie Simultane Multi-Projektion. Durch die geringe TDP von nur 30 W wird kein Zusatzstromstecker vom Netzteil benötigt. Die meisten Ausführungen können somit kompakt gebaut sowie rein passiv gekühlt werden und sind dann fast unhörbar. Geeignet ist die GT 1030 vor allem für Büro- und Multimediaanwendungen und grafisch weniger anspruchsvolle Spiele wie Dota 2 oder Overwatch. Bei Spielen mit hohen Grafikanforderungen wie Battlefield 1 müssen unter Full HD (1920 × 1080 Pixel) die Details stark reduziert werden, um eine flüssige Bildwiederholrate zu erreichen.

## Datenübersicht

### Grafikprozessoren
| Grafik- chip | Fertigung | Fertigung      | Fertigung   | Einheiten | Einheiten      | Einheiten      | Einheiten      | Einheiten         | L2-Cache | API-Support | API-Support | API-Support | API-Support | API-Support | Video- pro- zessor | Bus- Schnitt- stelle |
| Grafik- chip | Pro- zess | Transis- toren | Die- Fläche | ROPs      | Unified-Shader | Unified-Shader | Unified-Shader | Textur- einheiten | L2-Cache | DirectX     | OpenGL      | OpenCL      | CUDA        | Vulkan      | Video- pro- zessor | Bus- Schnitt- stelle |
| Grafik- chip | Pro- zess | Transis- toren | Die- Fläche | ROPs      | GPC            | SM             | ALUs           | Textur- einheiten | L2-Cache | DirectX     | OpenGL      | OpenCL      | CUDA        | Vulkan      | Video- pro- zessor | Bus- Schnitt- stelle |
| ------------ | --------- | -------------- | ----------- | --------- | -------------- | -------------- | -------------- | ----------------- | -------- | ----------- | ----------- | ----------- | ----------- | ----------- | ------------------ | -------------------- |
| GP102        | 16 nm     | 11,8 Mrd.      | 471 mm²     | 96        | 6              | 30             | 3840           | 240               | 3,0 MiB  | 12.1        | 4.6         | 3.0         | 6.1         | 1.3         | VP8                | PCIe 3.0 ×16         |
| GP104        | 16 nm     | 07,2 Mrd.      | 314 mm²     | 64        | 4              | 20             | 2560           | 160               | 2,0 MiB  | 12.1        | 4.6         | 3.0         | 6.1         | 1.3         | VP8                | PCIe 3.0 ×16         |
| GP104B       | 16 nm     | 07,2 Mrd.      | 314 mm²     | 64        | 4              | 20             | 2560           | 160               | 2,0 MiB  | 12.1        | 4.6         | 3.0         | 6.1         | 1.3         | VP8                | PCIe 3.0 ×16         |
| GP106        | 16 nm     | 04,4 Mrd.      | 200 mm²     | 48        | 2              | 10             | 1280           | 080               | 1,5 MiB  | 12.1        | 4.6         | 3.0         | 6.1         | 1.3         | VP8                | PCIe 3.0 ×16         |
| GP107        | 14 nm     | 03,3 Mrd.      | 132 mm²     | 32        | 2              | 06             | 0768           | 048               | 1,0 MiB  | 12.1        | 4.6         | 3.0         | 6.1         | 1.3         | VP8                | PCIe 3.0 ×16         |
| GP107S       | 14 nm     | 03,3 Mrd.      | 132 mm²     | 16        | 2              | 05             | 0640           | 032               | 0,5 MiB  | 12.1        | 4.6         | 3.0         | 6.1         | 1.3         | VP8                | PCIe 3.0 ×40         |
| GP108        | 14 nm     | 01,8 Mrd.      | 074 mm²     | 16        | 1              | 03             | 0384           | 024               | 0,5 MiB  | 12.1        | 4.6         | 3.0         | 6.1         | 1.3         | VP8                | PCIe 3.0 ×40         |
| GP108B       | 14 nm     | 01,8 Mrd.      | 074 mm²     | 16        | 1              | 03             | 0384           | 024               | 0,5 MiB  | 12.1        | 4.6         | 3.0         | 6.1         | 1.3         | VP8                | PCIe 3.0 ×40         |

### Desktop-Modelldaten
| Marke \| Modell | Marke \| Modell | Offizieller Launch | Grafikprozessor (GPU) | Grafikprozessor (GPU) | Grafikprozessor (GPU) | Grafikprozessor (GPU) | Grafikprozessor (GPU) | Grafikprozessor (GPU) | Grafikprozessor (GPU) | Grafikspeicher  | Grafikspeicher | Grafikspeicher      | Grafikspeicher                 | Leistungsdaten             | Leistungsdaten             | Leistungsdaten | Leistungsdaten | Leistungsaufnahme | Leistungsaufnahme | Leistungsaufnahme |
| Marke \| Modell | Marke \| Modell | Offizieller Launch | Typ                   | Aktive Einheiten      | Aktive Einheiten      | Aktive Einheiten      | Aktive Einheiten      | Chiptakt              | Chiptakt              | Speicher- größe | Speicher- takt | Speicher- interface | Speicher- bandbreite (in GB/s) | Rechenleistung (in TFlops) | Rechenleistung (in TFlops) | Füllrate       | Füllrate       | MGCP              | Messwerte         | Messwerte         |
| Marke \| Modell | Marke \| Modell | Offizieller Launch | Typ                   | ROPs                  | SM                    | ALUs                  | Textur- einheiten     | Basis (MHz)           | Boost (MHz)           | Speicher- größe | Speicher- takt | Speicher- interface | Speicher- bandbreite (in GB/s) | 32 bit                     | 64 bit                     | Pixel (GP/s)   | Texel (GT/s)   | MGCP              | Idle              | 3D- Last          |
| --------------- | --------------- | ------------------ | --------------------- | --------------------- | --------------------- | --------------------- | --------------------- | --------------------- | --------------------- | --------------- | -------------- | ------------------- | ------------------------------ | -------------------------- | -------------------------- | -------------- | -------------- | ----------------- | ----------------- | ----------------- |
| GeForce GT      | 1010            | 13. Jan. 2021      | GP108                 | 08                    | 2                     | 256                   | 16                    | 1152                  | 1380                  | 02 GiB DDR4GX   | 1050 MHz       | 64 Bit              | 17                             | 0,71                       | 0,03                       | 11,0           | 22,1           | 20 W              | k.A.              | k.A.              |
| GeForce GT      | 1010            | 13. Jan. 2021      | GP108                 | 16                    | 2                     | 256                   | 16                    | 1228                  | 1468                  | 2 GiB GDDR5     | 1502 MHz       | 64 Bit              | 48                             | 0,75                       | 0,03                       | 11,7           | 23,5           | 30 W              | k.A.              | k.A.              |
| GeForce GT      | 1030            | 12. März 2018      | GP108                 | 16                    | 3                     | 384                   | 24                    | 1152                  | 1379                  | 02 GiB DDR4GX   | 1050 MHz       | 64 Bit              | 17                             | 1,06                       | 0,03                       | 22,1           | 33,1           | 20 W              | k.A.              | k.A.              |
| GeForce GT      | 1030            | 17. Mai 2017       | GP108                 | 16                    | 3                     | 384                   | 24                    | 1228                  | 1468                  | 02 GiB GDDR5X   | 1502 MHz       | 64 Bit              | 48                             | 1,13                       | 0,04                       | 23,5           | 35,2           | 30 W              | k.A.              | k.A.              |

| Marke \| Modell | Marke \| Modell | Offizieller Launch | Grafikprozessor (GPU) | Grafikprozessor (GPU) | Grafikprozessor (GPU) | Grafikprozessor (GPU) | Grafikprozessor (GPU) | Grafikprozessor (GPU) | Grafikprozessor (GPU) | Grafikspeicher  | Grafikspeicher | Grafikspeicher      | Grafikspeicher                 | Leistungsdaten             | Leistungsdaten             | Leistungsdaten | Leistungsdaten | Leistungsaufnahme | Leistungsaufnahme | Leistungsaufnahme |
| Marke \| Modell | Marke \| Modell | Offizieller Launch | Typ                   | Aktive Einheiten      | Aktive Einheiten      | Aktive Einheiten      | Aktive Einheiten      | Chiptakt              | Chiptakt              | Speicher- größe | Speicher- takt | Speicher- interface | Speicher- bandbreite (in GB/s) | Rechenleistung (in TFlops) | Rechenleistung (in TFlops) | Füllrate       | Füllrate       | MGCP              | Messwerte         | Messwerte         |
| Marke \| Modell | Marke \| Modell | Offizieller Launch | Typ                   | ROPs                  | SM                    | ALUs                  | Textur- einheiten     | Basis (MHz)           | Boost (MHz)           | Speicher- größe | Speicher- takt | Speicher- interface | Speicher- bandbreite (in GB/s) | 32 bit                     | 64 bit                     | Pixel (GP/s)   | Texel (GT/s)   | MGCP              | Idle              | 3D- Last          |
| --------------- | --------------- | ------------------ | --------------------- | --------------------- | --------------------- | --------------------- | --------------------- | --------------------- | --------------------- | --------------- | -------------- | ------------------- | ------------------------------ | -------------------------- | -------------------------- | -------------- | -------------- | ----------------- | ----------------- | ----------------- |
| GeForce GTX     | 1050            | 25. Okt. 2016      | GP107                 | 32                    | 05                    | 0640                  | 040                   | 1354                  | 1455                  | 02 GiB GDDR5X   | 1752 MHz       | 128 Bit             | 112                            | 01,86                      | 00,06                      | 046,6          | 058,2          | 075 W             | 05 W              | 055 W             |
| GeForce GTX     | 1050            | 21. Mai 2018       | GP107                 | 24                    | 06                    | 0768                  | 048                   | 1392                  | 1518                  | 03 GiB GDDR5X   | 1752 MHz       | 096 Bit             | 84                             | 02,33                      | 00,07                      | 036,4          | 072,9          | 075 W             | k. A.             | k. A.             |
| GeForce GTX     | 1050 Ti         | 25. Okt. 2016      | GP107                 | 32                    | 06                    | 0768                  | 048                   | 1291                  | 1392                  | 04 GiB GDDR5X   | 1752 MHz       | 128 Bit             | 112                            | 02,14                      | 00,07                      | 044,5          | 066,8          | 075 W             | 05 W              | 058 W             |
| GeForce GTX     | 1060            | 18. Aug. 2016      | GP106                 | 48                    | 09                    | 1152                  | 072                   | 1506                  | 1708                  | 03 GiB GDDR5X   | 2002 MHz       | 192 Bit             | 192                            | 03,94                      | 0,12                       | 082,0          | 123,0          | 120 W             | 07 W              | 115 W             |
| GeForce GTX     | 1060            | 25. Dez. 2016      | GP104                 | 48                    | 09                    | 1152                  | 072                   | 1506                  | 1708                  | 03 GiB GDDR5X   | 2002 MHz       | 192 Bit             | 192                            | 03,94                      | 0,12                       | 082,0          | 123,0          | 120 W             | k. A.             | k. A.             |
| GeForce GTX     | 1060            | 26. Dez. 2017      | GP106                 | 40                    | 10                    | 1280                  | 080                   | 1506                  | 1709                  | 05 GiB GDDR5X   | 2002 MHz       | 160 Bit             | 160                            | 04,38                      | 0,14                       | 068,4          | 136,7          | 120 W             | k. A.             | k. A.             |
| GeForce GTX     | 1060            | 19. Juli 2016      | GP106                 | 48                    | 10                    | 1280                  | 080                   | 1506                  | 1709                  | 06 GiB GDDR5X   | 2002 MHz       | 192 Bit             | 192                            | 04,38                      | 0,14                       | 082,0          | 136,7          | 120 W             | 06 W              | 118 W             |
| GeForce GTX     | 1060            | 20. Apr. 2017      | GP106                 | 48                    | 10                    | 1280                  | 080                   | 1506                  | 1709                  | 06 GiB GDDR5X   | 2257 MHz       | 192 Bit             | 217                            | 04,38                      | 0,14                       | 082,0          | 136,7          | 120 W             | k. A.             | k. A.             |
| GeForce GTX     | 1060            | 8. März 2018       | GP104                 | 48                    | 10                    | 1280                  | 080                   | 1506                  | 1708                  | 06 GiB GDDR5X   | 2002 MHz       | 192 Bit             | 192                            | 04,37                      | 0,14                       | 082,0          | 136,6          | 120 W             | k. A.             | k. A.             |
| GeForce GTX     | 1060            | 18. Okt. 2018      | GP104                 | 48                    | 10                    | 1280                  | 080                   | 1506                  | 1709                  | 06 GiB GDDR5X   | 1001 MHz       | 192 Bit             | 192                            | 04,38                      | 0,14                       | 082,0          | 136,7          | 120 W             | k. A.             | k. A.             |
| GeForce GTX     | 1070            | 10. Juni 2016      | GP104                 | 64                    | 15                    | 1920                  | 120                   | 1506                  | 1683                  | 08 GiB GDDR5X   | 2002 MHz       | 256 Bit             | 256                            | 06,46                      | 0,20                       | 107,7          | 202,0          | 150 W             | 07 W              | 147 W             |
| GeForce GTX     | 1070            | 4. Dez. 2018       | GP104                 | 64                    | 15                    | 1920                  | 120                   | 1506                  | 1683                  | 08 GiB GDDR5X   | 1001 MHz       | 256 Bit             | 256                            | 06,46                      | 0,20                       | 107,7          | 202,0          | 150 W             | k. A.             | k. A.             |
| GeForce GTX     | 1070 Ti         | 2. Nov. 2017       | GP104                 | 64                    | 19                    | 2432                  | 152                   | 1607                  | 1683                  | 08 GiB GDDR5X   | 2002 MHz       | 256 Bit             | 256                            | 08,19                      | 0,26                       | 107,7          | 255,8          | 180 W             | k. A.             | k. A.             |
| GeForce GTX     | 1080            | 27. Mai 2016       | GP104                 | 64                    | 20                    | 2560                  | 160                   | 1607                  | 1733                  | 08 GiB GDDR5X   | 1251 MHz       | 256 Bit             | 320                            | 08,87                      | 0,28                       | 110,9          | 277,3          | 180 W             | 07 W              | 173 W             |
| GeForce GTX     | 1080            | 20. Apr. 2017      | GP104                 | 64                    | 20                    | 2560                  | 160                   | 1607                  | 1733                  | 08 GiB GDDR5X   | 1376 MHz       | 256 Bit             | 352                            | 08,87                      | 0,28                       | 110,9          | 277,3          | 180 W             | k. A.             | k. A.             |
| GeForce GTX     | 1080 Ti         | 10. März 2017      | GP102                 | 88                    | 28                    | 3584                  | 224                   | 1481                  | 1582                  | 11 GiB GDDR5X   | 1376 MHz       | 352 Bit             | 484                            | 11,34                      | 0,35                       | 139,2          | 354,4          | 250 W             | 11 W              | 230 W             |

### Notebook-Modelldaten
| Marke \| Modell | Marke \| Modell | Offizieller Launch | Grafikprozessor (GPU) | Grafikprozessor (GPU) | Grafikprozessor (GPU) | Grafikprozessor (GPU) | Grafikprozessor (GPU) | Grafikprozessor (GPU) | Grafikprozessor (GPU) | Grafikspeicher  | Grafikspeicher | Grafikspeicher      | Grafikspeicher                 | Leistungsdaten             | Leistungsdaten             | Leistungsdaten | Leistungsdaten | MGCP  |
| Marke \| Modell | Marke \| Modell | Offizieller Launch | Typ                   | Aktive Einheiten      | Aktive Einheiten      | Aktive Einheiten      | Aktive Einheiten      | Chiptakt              | Chiptakt              | Speicher- größe | Speicher- takt | Speicher- interface | Speicher- bandbreite (in GB/s) | Rechenleistung (in TFlops) | Rechenleistung (in TFlops) | Füllrate       | Füllrate       | MGCP  |
| Marke \| Modell | Marke \| Modell | Offizieller Launch | Typ                   | ROPs                  | SM                    | ALUs                  | Textur- einheiten     | Basis (MHz)           | Boost (MHz)           | Speicher- größe | Speicher- takt | Speicher- interface | Speicher- bandbreite (in GB/s) | 32 bit                     | 64 bit                     | Pixel (GP/s)   | Texel (GT/s)   | MGCP  |
| --------------- | --------------- | ------------------ | --------------------- | --------------------- | --------------------- | --------------------- | --------------------- | --------------------- | --------------------- | --------------- | -------------- | ------------------- | ------------------------------ | -------------------------- | -------------------------- | -------------- | -------------- | ----- |
| GeForce GTX     | 1050            | 3. Jan. 2017       | GP1070                | 16                    | 05                    | 0640                  | 040                   | 1354                  | 1493                  | 2 GiB GDDR5X    | 1752 MHz       | 128 Bit             | 112                            | 1,91                       | 0,06                       | X23,9          | 059,7          | X75 W |
| GeForce GTX     | 1050            | 1. Feb. 2019       | GP1070                | 24                    | 06                    | 0768                  | 048                   | 1366                  | 1442                  | 3 GiB GDDR5X    | 1752 MHz       | X96 Bit             | X84                            | 2,21                       | 0,07                       | X34,6          | X69,2          | X75 W |
| GeForce GTX     | 1050 Ti         | 1. Feb. 2017       | GP1060                | 32                    | 06                    | 0768                  | 048                   | 1493                  | 1620                  | 2 GiB GDDR5X    | 1752 MHz       | 128 Bit             | 112                            | 2,49                       | 0,08                       | 051,8          | 077,8          | X75 W |
| GeForce GTX     | 1050 Ti         | 3. Jan. 2017       | GP1070                | 32                    | 06                    | 0768                  | 048                   | 1493                  | 1620                  | 4 GiB GDDR5X    | 1752 MHz       | 128 Bit             | 112                            | 2,49                       | 0,08                       | 051,8          | 077,8          | X75 W |
| GeForce GTX     | 1060            | 15. Aug. 2016      | GP1060                | 48                    | 10                    | 1280                  | 080                   | 1405                  | 1671                  | 6 GiB GDDR5X    | 2002 MHz       | 192 Bit             | 192                            | 4,28                       | 0,13                       | 080,2          | 133,7          | X80 W |
| GeForce GTX     | 1070            | 15. Aug. 2016      | GP104B                | 64                    | 16                    | 2048                  | 128                   | 1443                  | 1645                  | 8 GiB GDDR5X    | 2002 MHz       | 256 Bit             | 256                            | 6,74                       | 0,21                       | 105,3          | 210,6          | 120 W |
| GeForce GTX     | 1080            | 15. Aug. 2016      | GP104B                | 64                    | 20                    | 2560                  | 160                   | 1557                  | 1734                  | 8 GiB GDDR5X    | 1251 MHz       | 256 Bit             | 320                            | 8,88                       | 0,28                       | 110,0          | 277,4          | 150 W |

| Marke \| Modell | Marke \| Modell | Offizieller Launch | Grafikprozessor (GPU) | Grafikprozessor (GPU) | Grafikprozessor (GPU) | Grafikprozessor (GPU) | Grafikprozessor (GPU) | Grafikprozessor (GPU) | Grafikprozessor (GPU) | Grafikspeicher  | Grafikspeicher | Grafikspeicher      | Grafikspeicher                 | Leistungsdaten             | Leistungsdaten             | Leistungsdaten | Leistungsdaten | MGCP  |
| Marke \| Modell | Marke \| Modell | Offizieller Launch | Typ                   | Aktive Einheiten      | Aktive Einheiten      | Aktive Einheiten      | Aktive Einheiten      | Chiptakt              | Chiptakt              | Speicher- größe | Speicher- takt | Speicher- interface | Speicher- bandbreite (in GB/s) | Rechenleistung (in TFlops) | Rechenleistung (in TFlops) | Füllrate       | Füllrate       | MGCP  |
| Marke \| Modell | Marke \| Modell | Offizieller Launch | Typ                   | ROPs                  | SM                    | ALUs                  | Textur- einheiten     | Basis (MHz)           | Boost (MHz)           | Speicher- größe | Speicher- takt | Speicher- interface | Speicher- bandbreite (in GB/s) | 32 bit                     | 64 bit                     | Pixel (GP/s)   | Texel (GT/s)   | MGCP  |
| --------------- | --------------- | ------------------ | --------------------- | --------------------- | --------------------- | --------------------- | --------------------- | --------------------- | --------------------- | --------------- | -------------- | ------------------- | ------------------------------ | -------------------------- | -------------------------- | -------------- | -------------- | ----- |
| GeForce GTX     | 1050 Max-Q      | 3. Jan. 2018       | GP1070                | 16                    | 05                    | 0640                  | 040                   | 1000                  | 1139                  | 4 GiB GDDR5X    | 1752 MHz       | 128 Bit             | 112                            | 1,46                       | 0,05                       | 18,2           | 045,6          | 075 W |
| GeForce GTX     | 1050 Ti Max-Q   | 3. Jan. 2018       | GP1070                | 32                    | 06                    | 0768                  | 048                   | 1152                  | 1291                  | 4 GiB GDDR5X    | 1752 MHz       | 128 Bit             | 112                            | 1,98                       | 0,06                       | 41,3           | 062,0          | 075 W |
| GeForce GTX     | 1060 Max-Q      | 27. Juni 2017      | GP1060                | 48                    | 10                    | 1280                  | 080                   | 1063                  | 1480                  | 6 GiB GDDR5X    | 2002 MHz       | 192 Bit             | 192                            | 3,79                       | 0,12                       | 71,0           | 118,4          | 080 W |
| GeForce GTX     | 1070 Max-Q      | 27. Juni 2017      | GP104B                | 64                    | 16                    | 2048                  | 128                   | 1215                  | 1379                  | 8 GiB GDDR5X    | 2002 MHz       | 256 Bit             | 256                            | 5,65                       | 0,18                       | 88,3           | 176,5          | 115 W |
| GeForce GTX     | 1080 Max-Q      | 27. Juni 2017      | GP104B                | 64                    | 20                    | 2560                  | 160                   | 1277                  | 1366                  | 8 GiB GDDR5X    | 1251 MHz       | 256 Bit             | 320                            | 7,00                       | 0,22                       | 87,4           | 218,6          | 150 W |

| Marke \| Modell | Marke \| Modell | Offizieller Launch | Grafikprozessor (GPU) | Grafikprozessor (GPU) | Grafikprozessor (GPU) | Grafikprozessor (GPU) | Grafikprozessor (GPU) | Grafikprozessor (GPU) | Grafikprozessor (GPU) | Grafikspeicher  | Grafikspeicher | Grafikspeicher      | Grafikspeicher                 | Leistungsdaten             | Leistungsdaten             | Leistungsdaten | Leistungsdaten | MGCP |
| Marke \| Modell | Marke \| Modell | Offizieller Launch | Typ                   | Aktive Einheiten      | Aktive Einheiten      | Aktive Einheiten      | Aktive Einheiten      | Chiptakt              | Chiptakt              | Speicher- größe | Speicher- takt | Speicher- interface | Speicher- bandbreite (in GB/s) | Rechenleistung (in TFlops) | Rechenleistung (in TFlops) | Füllrate       | Füllrate       | MGCP |
| Marke \| Modell | Marke \| Modell | Offizieller Launch | Typ                   | ROPs                  | SM                    | ALUs                  | Textur- einheiten     | Basis (MHz)           | Boost (MHz)           | Speicher- größe | Speicher- takt | Speicher- interface | Speicher- bandbreite (in GB/s) | 32 bit                     | 64 bit                     | Pixel (GP/s)   | Texel (GT/s)   | MGCP |
| --------------- | --------------- | ------------------ | --------------------- | --------------------- | --------------------- | --------------------- | --------------------- | --------------------- | --------------------- | --------------- | -------------- | ------------------- | ------------------------------ | -------------------------- | -------------------------- | -------------- | -------------- | ---- |
| GeForce         | MX150           | 23. Feb. 2019      | GP1070                | 16                    | 3                     | 384                   | 24                    | 1469                  | 1532                  | 2 GiB GDDR5     | 1502 MHz       | 64 Bit              | 48                             | 1,18                       | 0,04                       | 24,5           | 36,8           | 25 W |
| GeForce         | MX150           | 17. Mai 2017       | GP1080                | 16                    | 3                     | 384                   | 24                    | 0937                  | 1038                  | 2 GiB GDDR5     | 1253 MHz       | 64 Bit              | 40                             | 0,80                       | 0,02                       | 16,6           | 24,9           | 10 W |
| GeForce         | MX150           | 17. Mai 2017       | GP1080                | 16                    | 3                     | 384                   | 24                    | 1469                  | 1532                  | 2 GiB GDDR5     | 1502 MHz       | 64 Bit              | 48                             | 1,18                       | 0,04                       | 24,5           | 36,8           | 25 W |
| GeForce         | MX230           | 21. Feb. 2019      | GP1080                | 16                    | 2                     | 256                   | 16                    | 1519                  | 1531                  | 2 GiB GDDR5     | 1502 MHz       | 64 Bit              | 48                             | 0,78                       | 0,02                       | 24,5           | 24,5           | 10 W |
| GeForce         | MX250           | 21. Feb. 2019      | GP1080                | 16                    | 3                     | 384                   | 24                    | 1519                  | 1582                  | 2 GiB GDDR5     | 1502 MHz       | 64 Bit              | 48                             | 1,22                       | 0,04                       | 25,3           | 38,0           | 25 W |
| GeForce         | MX250           | 20. Feb. 2020      | GP108B                | 16                    | 3                     | 384                   | 24                    | 0937                  | 1038                  | 2 GiB GDDR5     | 1502 MHz       | 64 Bit              | 48                             | 0,80                       | 0,02                       | 16,6           | 24,9           | 10 W |
| GeForce         | MX330           | 10. Feb. 2020      | GP108B                | 16                    | 3                     | 384                   | 24                    | 1531                  | 1594                  | 2 GiB GDDR5     | 1752 MHz       | 64 Bit              | 56                             | 1,22                       | 0,04                       | 25,5           | 38,3           | 10 W |
| GeForce         | MX350           | 20. Feb. 2020      | GP107S                | 16                    | 5                     | 640                   | 32                    | 0747                  | 0937                  | 2 GiB GDDR5     | 1752 MHz       | 64 Bit              | 56                             | 1,20                       | 0,04                       | 15,0           | 30,0           | 20 W |
| GeForce         | MX350           | 10. Feb. 2020      | GP107S                | 16                    | 5                     | 640                   | 32                    | 1354                  | 1468                  | 2 GiB GDDR5     | 1752 MHz       | 64 Bit              | 56                             | 1,88                       | 0,06                       | 23,5           | 47,0           | 20 W |